# 대구광역시의 선거구
대구광역시의 선거구는 국회의원 선거구 12개, 시의원 선거구 27개로 이루어져 있으며 8개의 구·군 의원의 선거구도 존재한다.

## 국회의원 선거구
| 번호 | 선거구명  | 한자 선거구명 | 관할 구역 |
| ---- | --------- | --- | --------- |
| 1    | 중구·남구 | 중구, 남구 전 지역 |           |
| 2    | 동구 갑   | 동구 신암1동, 신암2동, 신암3동, 신암4동. 신암5동, 신천1·2동, 신천3동, 신천4동, 효목1동, 효목2동, 지저동, 동촌동              |           |
| 3    | 동구 을   | 동구 도평동, 불로봉무동, 방촌동, 해안동, 안심1동, 안심2동, 안심3·4동, 공산동                                                 |           |
| 4    | 서구      | 서구 전 지역 |           |
| 5    | 북구 갑   | 북구 고성동, 칠성동, 침산1동, 침산2동, 침산3동, 노원동, 산격1동, 산격2동, 산격3동, 산격4동, 대현동, 복현1동, 복현2동, 검단동 |           |
| 6    | 북구 을   | 북구 무태조야동, 관문동, 태전1동, 태전2동, 구암동, 관음동, 읍내동, 동천동, 국우동                                            |           |
| 7    | 수성구 갑 | 수성구 범어1동, 범어2동, 범어3동, 범어4동, 만촌1동, 만촌2동, 만촌3동, 황금1동, 황금2동, 고산1동, 고산2동, 고산3동            |           |
| 8    | 수성구 을 | 수성구 수성1가동, 수성2·3가동, 수성4가동, 중동, 상동, 파동, 두산동, 지산1동, 지산2동, 범물1동, 범물2동                       |           |
| 9    | 달서구 갑 | 달서구 죽전동, 장기동, 용산1동, 용산2동, 이곡1동, 이곡2동, 신당동                                                            |           |
| 10   | 달서구 을 | 달서구 월성1동, 월성2동, 진천동, 상인1동, 상인2동, 상인3동, 도원동                                                           |           |
| 11   | 달서구 병 | 달서구 성당동, 두류1·2동, 두류3동, 본리동, 감삼동, 송현1동, 송현2동, 본동                                                    |           |
| 12   | 달성군    | 달성군 전 지역 |           |

## 시의원 선거구
| 번호 | 선거구명         | 관할 구역                                                                             |
| ---- | ---------------- | ------------------------------------------------------------------------------------- |
| 1    | 중구 제1선거구   | 중구 동인동, 삼덕동, 성내1동, 남산1동, 대봉1동, 대봉2동                               |
| 2    | 중구 제2선거구   | 중구 성내2동, 성내3동, 대신동, 남산2동, 남산3동, 남산4동                              |
| 3    | 동구 제1선거구   | 동구 신암1동, 신암2동, 신암3동, 신암4동, 신암5동                                      |
| 4    | 동구 제2선거구   | 동구 신천1·2동, 신천3동, 신천4동, 효목1동, 효목2동                                    |
| 5    | 동구 제3선거구   | 동구 도평동, 불로·봉무동, 지저동, 동촌동, 방촌동, 공산동                              |
| 6    | 동구 제4선거구   | 동구 해안동, 안심1동, 안심2동, 안심3·4동                                              |
| 7    | 서구 제1선거구   | 서구 내당1동, 내당2·3동, 내당4동, 평리2동, 평리4동, 평리5동, 평리6동, 상중이동        |
| 8    | 서구 제2선거구   | 서구 비산1동, 비산2·3동, 비산4동, 비산5동, 비산6동, 비산7동, 원대동, 평리1동, 평리3동 |
| 9    | 남구 제1선거구   | 남구 이천동, 봉덕1동, 봉덕2동, 봉덕3동, 대명2동, 대명5동                              |
| 10   | 남구 제2선거구   | 남구 대명1동, 대명3동, 대명4동, 대명6동, 대명9동, 대명10동, 대명11동                  |
| 11   | 북구 제1선거구   | 북구 고성동, 칠성동, 침산1동, 침산2동, 침산3동, 노원동                                |
| 12   | 북구 제2선거구   | 북구 산격1동, 산격2동, 산격3동, 산격4동, 대현동                                       |
| 13   | 북구 제3선거구   | 북구 복현1동, 복현2동, 검단동, 무태조야동                                             |
| 14   | 북구 제4선거구   | 북구 읍내동, 동천동, 국우동, 관음동                                                   |
| 15   | 북구 제5선거구   | 북구 관문동, 태전1동, 태전2동, 구암동                                                 |
| 16   | 수성구 제1선거구 | 수성구 범어1동, 범어2동, 범어3동, 범어4동, 만촌1동, 황금1동, 황금2동                  |
| 17   | 수성구 제2선거구 | 수성구 만촌2동, 만촌3동, 고산1동, 고산2동, 고산3동                                    |
| 18   | 수성구 제3선거구 | 수성구 수성1가동, 수성2·3가동, 수성4가동, 중동, 상동, 두산동                          |
| 19   | 수성구 제4선거구 | 수성구 파동, 지산1동, 지산2동, 범물1동, 범물2동                                       |
| 20   | 달서구 제1선거구 | 달서구 죽전동, 장기동, 용산1동, 용산2동                                               |
| 21   | 달서구 제2선거구 | 달서구 이곡1동, 이곡2동, 신당동                                                       |
| 22   | 달서구 제3선거구 | 달서구 월성1동, 월성2동, 진천동                                                       |
| 23   | 달서구 제4선거구 | 달서구 상인1동, 상인2동, 상인3동, 도원동                                              |
| 24   | 달서구 제5선거구 | 달서구 성당동, 감삼동, 두류1·2동, 두류3동                                             |
| 25   | 달서구 제6선거구 | 달서구 본리동, 본동, 송현1동, 송현2동                                                 |
| 26   | 달성군 제1선거구 | 달성군 화원읍, 다사읍, 가창면, 하빈면                                                 |
| 27   | 달성군 제2선거구 | 달성군 논공읍, 옥포면, 현풍면, 유가면, 구지면                                         |

## 같이 보기
- 대한민국의 선거구